# Grand Prix moto de Grande-Bretagne 1992
Le Grand Prix moto de Grande-Bretagne 1992 est le onzième rendez-vous de la saison 1992 du championnat du monde de vitesse moto. Il s'est déroulé sur le circuit de Donington Park du 31 juillet au 2 août 1992.
C'est la 17e édition du Grand Prix moto de Grande-Bretagne.

## Classement500cm3
| Pos | Pilote              | Constructeur  | Temps/Écart     | Points |
| --- | ------------------- | ------------- | --------------- | ------ |
| 1   | Wayne Gardner       | Honda         | 47 min 38 s 373 | 20     |
| 2   | Wayne Rainey        | Yamaha        | +0 s 855        | 15     |
| 3   | Juan Garriga        | Yamaha        | +5 s 915        | 12     |
| 4   | Eddie Lawson        | Cagiva        | +26 s 079       | 10     |
| 5   | Peter Goddard       | ROC Yamaha    | +1 min 04 s 091 | 8      |
| 6   | Terry Rymer         | Harris-Yamaha | +1 min 22 s 330 | 6      |
| 7   | Miguel Duhamel      | Yamaha        | +1 tour         | 4      |
| 8   | Michael Rudroff     | Harris-Yamaha | +1 tour         | 3      |
| 9   | Dominique Sarron    | ROC Yamaha    | +1 tour         | 2      |
| 10  | Toshiyuki Arakaki   | ROC Yamaha    | +1 tour         | 1      |
| 11  | Serge David         | ROC Yamaha    | +1 tour         |        |
| 12  | Bruno Bonhuil       | ROC Yamaha    | +1 tour         |        |
| 13  | Nicholas Schmassman | ROC Yamaha    | +1 tour         |        |
| 14  | Peter Graves        | Harris-Yamaha | +1 tour         |        |
| 15  | Cees Doorakkers     | Harris-Yamaha | +1 tour         |        |
| 16  | Marco Papa          | Librenti      | +1 tour         |        |
| Ab. | Kevin Schwantz      | Suzuki        | Abandon         |        |
| Ab. | Eddie Laycock       | Yamaha        | Abandon         |        |
| Ab. | Andreas Leuthe      | VRP           | Abandon         |        |
| Ab. | Josef Doppler       | ROC Yamaha    | Abandon         |        |
| Ab. | Àlex Crivillé       | Honda         | Abandon         |        |
| Ab. | Kevin Mitchell      | Harris-Yamaha | Abandon         |        |
| Ab. | Randy Mamola        | Yamaha        | Abandon         |        |
| Ab. | Carl Fogarty        | Yamaha        | Abandon         |        |
| Ab. | James Whitham       | Yamaha        | Abandon         |        |
| Ab. | Lucio Pedercini     | Paton         | Abandon         |        |
| Ab. | Niall Mackenzie     | Yamaha        | Abandon         |        |
| Ab. | John Kocinski       | Yamaha        | Abandon         |        |
| Ab. | Doug Chandler       | Suzuki        | Abandon         |        |
| Ab. | Corrado Catalano    | ROC Yamaha    | Abandon         |        |

## Classement250cm3
| Pos | Pilote               | Constructeur | Temps/Écart     | Points  |
| --- | -------------------- | ------------ | --------------- | ------- |
| 1   | Pierfrancesco Chili  | Aprilia      | 45 min 17 s 158 |         |
| 2   | Loris Reggiani       | Aprilia      | +1 s 881        |         |
| 3   | Doriano Romboni      | Honda        | +14 s 838       |         |
| 4   | Luca Cadalora        | Honda        | +15 s 002       |         |
| 5   | Jochen Schmid        | Yamaha       | +15 s 253       |         |
| 6   | Helmut Bradl         | Honda        | +17 s 811       |         |
| 7   | Loris Capirossi      | Honda        | +28 s 593       |         |
| 8   | Carlos Cardus        | Honda        | +50 s 145       |         |
| 9   | Masao Shimizu        | Honda        | +58 s 924       |         |
| 10  | Herri Torrontegui    | Suzuki       | +1 min 04 s 321 |         |
| 11  | Patrick vd Goorbergh | Aprilia      | +1 min 05 s 802 |         |
| 12  | Bernd Kassner        | Aprilia      | +1 min 06 s 078 |         |
| 13  | Carlos Lavado        | Gilera       | +1 min 06 s 785 |         |
| 14  | Andy Preining        | Aprilia      | +1 min 14 s 068 |         |
| 15  | Paolo Casoli         | Yamaha       | +1 min 26 s 968 |         |
| 16  | Adrian Bosshard      | Honda        | +1 min 37 s 235 |         |
| 17  | Katsuyoshi Kozono    | Honda        | +1 min 38 s 369 |         |
| 18  | Jose Kuhn            | Honda        | +1 tour         |         |
| 19  | Frédéric Protat      | Aprilia      | +1 tour         |         |
| 20  | Bernard Cazade       | Honda        | +1 tour         |         |
| 21  | Erkka Korpiaho       | Aprilia      | +1 tour         |         |
| 22  | Yves Briguet         | Honda        | +1 tour         |         |
| 23  | Michele Gallina      | Yamaha       | +1 tour         |         |
| Ab. | Jean-Philippe Ruggia | Gilera       | 29 tours        | Abandon |